# Animenz

Animenz(본명: Maik guo, 1991년 3월 17일~)애니메이션 곡을 피아노 편곡하고 연주하는 영상을 유튜브에 업로드하는 스타인웨이 아티스트이다.

## 개요
Animenz는 2010년부터 Anime Openings, Endings 및 Soundtracks의 고급 피아노 편곡을 만드는 고전적으로 훈련된 피아니스트이다. 그의 애니메이션 피아노 커버를 한번에 듣고 싶다면 그의 채널에서 재생 목록을 사용해 볼 수 있다.
그는 20년 이상 피아노를 쳤고 현재 일본에 거주하고 있다. 그의 모든 비디오는 가능한 최상의 품질인 마이크와 함께 Steinway D-274 그랜드 피아노에 녹음된다. 그의 목표는 애니메이션 음악을 200년 후에도 감상 가능한 '클래식 음악'으로 만드는 것이다.
자기소개를 영어로 할 때도 이름은 독일식으로 발음한다. 다음의 영상을 참고하면 그의 발음을 알 수 있다.
그리고 Animenz는 독일인으로 영어발음이 비교적 정확하지 않을 수 있다. 공식적으로 적힌 애니멘즈, Animenz로 부르는 것이 바르다.
그는 6살 때부터 피아노를 연주하기 시작했다. 처음부터 피아노 선생님들로부터 고전적인 훈련을 받아왔다. 그는 독일 로스크토크에서 음악 학사 공부를 했으며, 장래희망은 피아노 선생님이다. 그는 여가시간에 애니메이션 피아노 커버만 하고 작곡 수업은 전혀 받지 않는다.

## Animenz곡의 난이도
Animenz의 편곡을 보면 왼손 반주의 도약과 옥타브 단위로 넘나드는 스케일, 아르페지오가 분포되어 있기 때문에 난이도가 상당하다. 간혹 n잇단 음표가 섞여 박자 맞추기에 굉장한 어려움도 있다. 박자에 탁월한 감각이 있는 사람이 아닌 이상 원곡을 완벽히 구사하기는 어렵다. 클래식 전공자로서 클래식 악곡에서 많은 영향을 받아 클래식에서 요구하는 기교들이 많이 사용된다.
일본의 애니메이션 음악의 특징으로는 여러 세션들의 악기를 기계로 찍어냈다는 것인데 Animenz는 그랜드 피아노 하나만으로 원곡의 풍성함을 표현하려는 노력이 느껴진다. 그의 영상을 보면 알 수 있듯이 화려한 기교와 쉬지 않는 손놀림이 있다. 왼손 반주의 베이스에서 빠르게 옥타브로 올라가 주요 음을 보조하기도 한다. 그의 영상에는 상당히 넓은 범위의 음이 펼쳐짐을 알 수 있다. 일본 애니곡에 흔히 쓰이는 일렉, 드럼, EDM 음까지 그의 색다른 해석으로 원곡과는 다른 새로운 느낌이 듦과 동시에 그 풍성함 역시 원곡 못지 않는 정도의 수준이다.
- 아르페지오: Animenz의 클래시컬한 편곡의 특성 상, 아르페지오가 많다. 다른 대부분의 영상들은 16분음표 아르페지오가 쓰이거나, 빠르기는 하지만 손목을 이용하는 아르페지오/스케일을 사용하는 경우가 대부분이다.

```
3-4-5번 손가락은 신체 구조상 묶여있어서 독립적으로 운동하기 매우 힘든데, 이것은 연습의 영역을 넘어서서 신체적 한계를 극복해야 한다.
```

그나마 연습이 된 전공자들에게도 힘든 기교를 비전공자에게는 상당한 난이도가 다가온다. 특히, 그의 곡에서 일부는 손목의 위치가 계속 바뀌면서 음이 내려갔다가 올라오는데, 이 때 손의 중심점이 되는 엄지손가락이 계속해서 이동을 해주면서 손가락들이 독립적인 운동을 하기 때문에 난이도가 배가된다.
- 옥타브 패시지: 대략 1.5초 안에 6개의 옥타브 패시지를 처리해야 한다. 게다가 일반적인 클래식에 사용되는 옥타브 패시라 함은 2음~4음 언저리로 왔다갔다 하는데, 여기서 사용된 패시지는 음이 4도-5도-4도-5도-...로 패시지의 간격이 모호하게 달라진다. 이 패시지의 속도는 웬만한 리스트 곡에 사용되는 패시지 속도랑 비슷하다.

### Snow halation에 쓰인 기교
- Snow halation - Love Live! OST [Piano]

Animenz의 60만 구독자 기념곡. 다른 어렵기로 유명한 커버곡들과 비교해서 쉽게 생각하는 사람들이 의외로 많지만 이 곡은 엄연히 5번째로 어려운 곡으로 선정되었고, 전공자들도 쉽게 치기 어려운 부분이 꽤 있다. Animenz 또한 영상 코멘터리에 제 다른 편곡들보다 어렵습니다. 또한 상당히 ‘살인적인’ 기교들을 많이 포함하고 있죠. 라고 말했다.

## 연주 특징/악기
Animenz는 수억 원을 호가하는 스타인웨이 그랜드 피아노와 백만 원을 호가하는 마이크를 사용해 녹음을 하다보니 음질의 퀄리티도 훨씬 좋다.
그의 블로그 Worldpress FAQ를 보면 그가 다니는 예술학교에 소유권이 있다고 한다. 물론 그도 옛날 영상에는 디지털키보드나 그가 소유하고 있는 야마하 업라이트로 연주한 영상이 있지만 최근의 대다수는 스타인웨이 녹음이다. 과거 영상을 보면 스타인웨이 뿐만 아니라 야마하 그랜드 피아노도 자주 사용했고, 또 소드 아트 온라인 Main Theme인 Sworldland는 뵈젠도르퍼 피아노로 녹음되었다.
Animenz가 피아노 악보를 제작하는데 사용하는 소프트웨어는 Sibelius 7 by Avid이다. 이용하기 위해서는 정품 인증이 완료된 소프트웨어를 구매해야 한다. 무료 소프트웨어 호환 버전으로는 MuseScore가 있다.
그는 자신의 커버곡에 사용한 악보를 제작해 기존에는 많은 사람들이 바로 다운받아 볼 수 있도록 링크를 첨부해두었지만, 한동안 모든 공유 악보들을 제한하고 최근에 새로 악보를 판매하는 사이트 Mymusicsheet에 계정을 만들어 판매하고 있다. 가격대는 4800원으로 한화 약 5000원에 달하는 금액이다.

## Animenz 편곡 난이도 Top10
Animenz의 연주 영상에는 그의 테크닉이 잘 드러났다. 피아노를 어느 정도 연주할 줄 아는 사람들은 그의 곡을 치면서 Animenz의 곡이 상당한 수준임을 알 수 있다. 그는 자신이 편곡한 곡들 중, 가장 역대급으로 난이도가 어려웠던 곡들을 뽑았는데 그 내용은 다음과 같다.
| 순위 | 곡제목                      | 게시일           | 조회수       | 출처                                              |
| ---- | --------------------------- | ---------------- | ------------ | ------------------------------------------------- |
| 1위  | My dearest                  | 2013년 2월 24일  | 약 1570만 회 | https://www.youtube.com/watch?v=Pi8xsZXibIc       |
| 2위  | Snow halation               | 2016년 2월 22일  | 약 260만 회  | https://www.youtube.com/watch?v=Z4KmL4KI0cQ       |
| 3위  | Unravel                     | 2015년 2월 11일  | 약 8600만 회 | https://www.youtube.com/watch?v=sEQf5lcnj_o       |
| 4위  | We Are!                     | 2016월 6일 20일  | 약 330만 회  | https://www.youtube.com/watch?v=_iHe7-RhP1I       |
| 5위  | This game                   | 2014년 6월 11일  | 약 3620만 회 | https://www.youtube.com/watch?v=JRQbVNzmCK0       |
| 6위  | Kimi no Shiranai Monogatari | 2014년 10월 16일 | 약 380만 회  | https://www.youtube.com/watch?v=2erCU87gCJE&t=24s |
| 7위  | Kuusou Mesorgiwi            | 2011년 10월 26일 | 약 690만 회  | https://www.youtube.com/watch?v=drlB2RT_XiA       |
| 8위  | Bios                        | 2012년 2월 1일   | 약 279만 회  | https://www.youtube.com/watch?v=DcjUOdeq6G8       |
| 9위  | Guren no yumiya             | 2013년 4월 10일  | 약 1410만 회 | https://www.youtube.com/watch?v=OB8_wfxWSGs       |
| 10위 | Attack on titan ( OST )     | 2013년 7월 12일  | 약 452만 회  | https://www.youtube.com/watch?v=69lx6TvQTFg       |

## 여담
- Animenz는 2019년 8월 2일 대한민국 서울 롯데콘서트홀에서 공연을 한 적이 있다.
- 피아노 초보자를 위한 조언으로 구글 검색을 통한 경험을 추천했다. 유튜브 채널로는 Andrew Furmanczyk의 채널을 추천했다. 무엇보다도 피아노 개인 레슨을 받는 것이 가장 빠른 피아노 숙달법이라고 답했다. 인터넷으로 다양한 정보를 접하는 것이 많은 도움이 된다며 인터넷 이용을 권장하는 편이다.
- Animenz는 Theishter과 종종 콜라보 연주로 영상을 업로드한 바 있다. Suzumiya Haruhi Medley - Piano Duet 둘은 2014년 12월 25일 크리스마스 스페셜 영상으로 피아노 듀엣 메들리 연주를 선보였다.
- Theishter역시 Animenz와 같이 일본 애니메이션 곡들을 피아노로 편곡하는 피아니스트 유튜버이다. Theishter채널 둘이 함께 연주하는 연탄이나 투 피아노(two piano)곡도 올라오고 Animenz의 리사이틀에서 종종 합주하기도 한다.
- Animenz는 자신의 작업물들을 타인의 노래(보컬) 커버곡으로 사용할 수 있도록 허용했다. (단, 영상 업로드 시 더보기 란에 그의 영상 링크를 첨부해주기를 바란다.) 또한, mp3 음원 파일을 추출하여 감상할 수 있도록 허용했다.
- Animenz는 업로드한 영상의 더보기란에 빠짐없이 자신의 연주 포인트나 구간 별 특징에 대한 소개를 기록한다. 시청자들과 연주자들로 하여금 연주의 감정선이나 이해도를 높이기 위한 그의 해석과 배려라고 볼 수 있겠다.
- 보통 다른 사람이 편곡하지 않은 작품을 편곡하여 업로드하며[4], 다른 애니메이션의 곡을 연주해 달라는 요청과 부탁은 받지 않고 있다.